# Francisco Salinas Quijada
Francisco Salinas Quijada (Tudela, 25 de octubre de 1915 - Pamplona, 25 de diciembre de 2006), fue un jurista español, defensor y estudioso del Fuero Navarro, además de doctor en Derecho, académico de Jurisprudencia y Legislación así como de la Historia. También ejerció, dado su amplio conocimiento del derecho foral, como asesor jurídico de la Diputación Foral de Navarra.

## Biografía
Era hijo de Francisco Salinas Pobés (1882-1958) y Guadalupe Quijada Gimeno (1885-1961). Era también nieto de Paulino Salinas, natural de Beire y fundador de la empresa «Salinas, Fábrica de Dulces y Mantecados» en 1870, la pastelería más antigua de Tudela que cesó su actividad en 2008. Un tío suyo, Nicolás Salinas Pobés (1872-1955), fue «un fotógrafo aficionado que documentó con precisión la vida de la capital de la Ribera de Navarra» y cuyos fondos fotográficos (1899-1938) se conservan en el Archivo Municipal de Tudela.
Durante su infancia la familio se tuvo que trasladar a Zaragoza donde residió varios años. 
Cursó el bachillerato en Tudela. Se licenció en Derecho por la Universidad de Zaragoza. El 17 de mayo de 1946 obtiene el doctorado por la Universidad Complutense de Madrid tras defender su tesis titulada El padre de huérfanos de Navarra. Este trabajo estudia una antigua institución de beneficencia cuya función era proteger a pobres y desamparados así como expósitos. Fue publicada en 1954.

Pero Salinas es a su vez un corazón sensible, un alma extravertida y generosa, que ama y compadece a la infancia desvalida y que, llevado de su cristiana caridad hacia los huérfanos menesterosos, viene, desde hace más de diez años, consagrando su actividad a las tareas protectoras de la infancia de su ciudad natal, habiendo sido iniciador y alma de la «Casa Cuna Municipal» y de la «Escuela protegida "Santa Ana"», instituciones tudelanas modelos en su género. A lo largo de sus tareas tutelares, Francisco Salinas se ha ganado por derecho propio el título de «Padre de Huérfanos» de Tudela.
José María Iribarren, 1958

Ese mismo año de 1946 recibe el nombramiento como consejero ponente del Consejo de Estudios de Derecho Navarro, institución en la que formó parte de la Comisión Compiladora del Derecho Civil de Navarra. En 1949, pasó a ser a miembro del Consejo de Estudios de Derecho Aragonés. En 1959, recién nombrado Abogado Asesor de la Diputación Foral de Navarra, colaboró en la redacción del Anteproyecto del Fuero Recopilado de Navarra, que se publicó ese año. En 1967 es invitado a integrar el grupo que trabajaba en la Recopilación privada del Derecho privado foral de Navarra trabajando en los libros restantes. 
En 1962 se traslada a Pamplona a trabajar en el Consejo de Administración de la Caja de Ahorros de Navarra. En esa fecha entra a formar parte de la Peña Pregón.
El 24 de julio de 1964 se le nombra Vocal del Tribunal Administrativo de Navarra. También fue, desde 1969, Vicepresidente del Tribunal Tutelar de Menores de Pamplona. 
Fue académico correspondiente por Navarra de las Reales Academias de Jurisprudencia y Legislación (1973) y de Historia (1978), además de miembro de número de la Academia de Cultura Vasca (1974) fundada en Pamplona en 1964 por la Real Sociedad Bascongada de Amigos del País. En 1977 forma parte de la Sociedad de Estudios Vascos (Eusko Ikaskuntza).
Fue nombrador Secretario de la Delegación de UNICEF en Navarra el 3 de junio de 1974.
En 1986 figura como presidente del Consejo de Dirección de la Revista Jurídica de Navarra.
Ejerció como abogado, asesor de la Diputación Foral de Navarra, vocal del Tribunal Administrativo de Navarra y como profesor universitario.
Estuvo casado con Josefina Frauca Jaén de cuyo matrimonio nacieron seis hijos.
Defendía que «el principio esencial del sistema jurídico de Navarra es el de la libertad civil (ahí está el lema de los Infanzones de Obanos "Pro libertate patria gens libera state").»

«Cuando nuestras Leyes eran promulgadas por las Cortes del Reino [de Navarra], hacía mucho tiempo que ese Derecho era observado de hecho por todo el pueblo, convertido en legislador por sus mérito y buen sentido de equidad».
José María Corella, 2007

## Obra
Fuen una persona con afición a escribir dejó en la revista Pregón más de 50 artículos sobre sus temáticas preferidas: Fueros, historia, Tudela. Fue «autor de una extensa bibliografía que comprende más de 700 títulos entre libros, estudios, artículos y conferencias, la mayor parte de ellos relacionados con el Derecho foral de Navarra». Entre sus principales publicaciones se hallan:  
- Las fuentes del derecho civil navarro: estudio histórico-jurídico-bibliográfico. Tudela, Imprenta Larrad, 1946.[15]
- El padre de huérfanos de Navarra. Pamplona, Gráficas Iruña, 1954.[16]
- El Código civil general y el derecho civil en Navarra en sus diferencias fundamentales. Barcelona, Consejo Superior de Investigaciones Científicas, Instituto de Derecho Comparado, 1955.[17]
- Temas de derecho foral navarro. Pamplona, Diputación Foral de Navarra, 1958.[18]
- Juan Huarte de San Juan. Pamplona, Diputación Foral de Navarra, Navarra. Temas de Cultura Popular, n.º 44, 1969. ISBN 84-235-0367-4
- La abogacía foral. Pamplona, Diputación Foral de Navarra, Navarra. Temas de Cultura Popular, n.º 54, 1969. ISBN 84-235-0118-3
- Estudios de historia del derecho foral de Navarra. Pamplona, Diputación Foral de Navarra, 1978.[19]
- Manual de derecho civil navarro. Pamplona, Editorial Aranzadi, 1980.[20]
- Derecho Civil de Navarra. Pamplona, Diputacíon Foral de Navarra, Institución Príncipe de Viana, 1983.[21]
- Navarros universales: Sancho el Fuerte, Bartolomé de Carranza, Martín de Azpilcueta y Francisco de Javier, Jerónimo de Arbolancha.  Gobierno de Navarra, 1991.  ISBN 84-404-8635-9
- Elementos de Derecho Civil de Navarra. Donostia, Eusko Ikaskuntza, 1993. ISBN 9788487471520[22]
- Estudio comparativo del derecho ayalés y navarro.

## Premios y reconocimientos
A lo largo de su vida recibió diversos reconocimientos, entre los que destaca:
- En 1973, fue nombrado Hijo Predilecto de Tudela en sesión celebrada el 23 de julio.[23]
- En 1977, recibe la Cruz Distinguida de 1ª Clase de la Orden de San Raimundo de Peñafort.[11]
- En 1993 recibió el galardón Manuel Lekuona.[11][24]
- En 1993-1994 recibió el Zahorí de Bronce y de Plata[25] respectivamente, otorgado en Tudela por la Sociedad Gastronómica "El Pocico".[3]
- En 1997, recibe la Insignia de oro del Gallico concedida por la Sociedad Gastronómica "Napardi".
- En 1997, la primera Cruz de Carlos III El Noble de Navarra.[2][11][12]
- En 1997, el Ayuntamiento de Tudela acuerda poner su nombre a un vial de la ciudad.

Falleció en Pamplona, en la noche de Navidad de 2006, a los 91 años de edad.